# Manzamina
Las manzaminas son alcaloides β-carbolínicos complejos aislados de varias especies de esponjas marinas. 

## Historia
Desde el primer reporte en 1986 de la manzamina A, se han aislado aproximadamente 40 compuestos relacionados descritos de una docena de especies de esponjas.  

## Actividad biológica
La manzamina A fue descrita como un compuesto citotóxico, exhibiendo una IC50 de 0.07 μg/mL contra las células P388 de ratón. La estructura única en la naturaleza de las manzaminas ha llamado la atención de los químicos sintéticos a efectuar su síntesis total. Se han reportado 2 síntesis totales. La manzamina A ha mostrado también actividad antimalárica contra el agente de malaria murina Plasmodium berghei in vivo. Kara y colaboradores probaron la manzamina A, F y la (–)-8-hidroximanzamina A con respecto a la cloroquina y la artemisina, y mostraron actividad significativamente, excepto la manzamina F. Parece ser que la funcionalización del anillo de azocina es importante para la actividad.

## Propiedades físicas
En el siguiente cuadro se muestran las propiedades físicas de los principales tipos de manzamidas aislados de distintos invertebrados marinos:

## Biosíntesis
Estos alcaloides son β-carbolinas producidas por una reacción tipo Mannich entre el triptófano y los ircinales A o B con posterior oxidación